# West Calder
West Calder är en ort i Storbritannien.   Den ligger i kommunen West Lothian och riksdelen Skottland, i den centrala delen av landet, 500 km norr om huvudstaden London. West Calder ligger 177 meter över havet och antalet invånare är 2 769.
Terrängen runt West Calder är platt åt nordväst, men åt sydost är den kuperad. Runt West Calder är det tätbefolkat, med 442 invånare per kvadratkilometer. Närmaste större samhälle är Livingston, 6,4 km nordost om West Calder. Trakten runt West Calder består i huvudsak av gräsmarker.